# Martin Cibák
Martin Cibák (* 17. Mai 1980 in Liptovský Mikuláš, Tschechoslowakei) ist ein slowakischer Eishockeyspieler, der seit September 2014 beim tschechischen Extraliga-Aufsteiger HC Olomouc unter Vertrag steht.

## Karriere
Martin Cibák begann seine Karriere als Eishockeyspieler in seiner Heimatstadt in der Jugend des MHk 32 Liptovský Mikuláš, für dessen Profimannschaft er in der Saison 1997/98 sein Debüt in der slowakischen Extraliga gab, wobei er in seinem Rookiejahr in 33 Spielen sechs Scorerpunkte, darunter zwei Tore, erzielte. Anschließend wurde er im NHL Entry Draft 1998 in der neunten Runde als insgesamt 252. Spieler von den Tampa Bay Lightning ausgewählt.
Zunächst spielte der Angreifer jedoch zwei Jahre lang für die Medicine Hat Tigers, die ihn beim CHL Import Draft 1998 in der ersten Runde als insgesamt 52. Akteur gezogen hatten, in der kanadischen Top-Juniorenliga Western Hockey League, sowie eine Spielzeit lang für die Detroit Vipers aus der International Hockey League, ehe er von 2001 bis 2006 für die Lightning in der NHL auf dem Eis stand. wobei er bis 2003 hauptsächlich für deren Farmteam aus der American Hockey League, die Springfield Falcons, auflief. In der Saison 2003/04 gewann Cibák mit den Tampa Bay Lightning den prestigeträchtigen Stanley Cup, wobei er in insgesamt 69 Spielen zehn Scorerpunkte, darunter zwei Tore, erzielte. Während des Lockouts in der NHL-Saison 2004/05 kehrte Cibák nach Europa zurück, wo er für seinen Heimatclub MHk 32 Liptovský Mikuláš und den HC Košice in der Slowakei, sowie den HC Plzeň in der tschechischen Extraliga auf dem Eis stand. Von 2006 bis 2009 stand der Slowake in der schwedischen Elitserien unter Vertrag. Nachdem er zunächst in der Saison 2006/07 für den Frölunda HC aktiv gewesen war, spielte er die folgenden beiden Spielzeiten lang für deren Ligarivalen Södertälje SK. Für die Saison 2009/10 erhielt Cibák einen Vertrag beim HK Spartak Moskau aus der Kontinentalen Hockey-Liga.

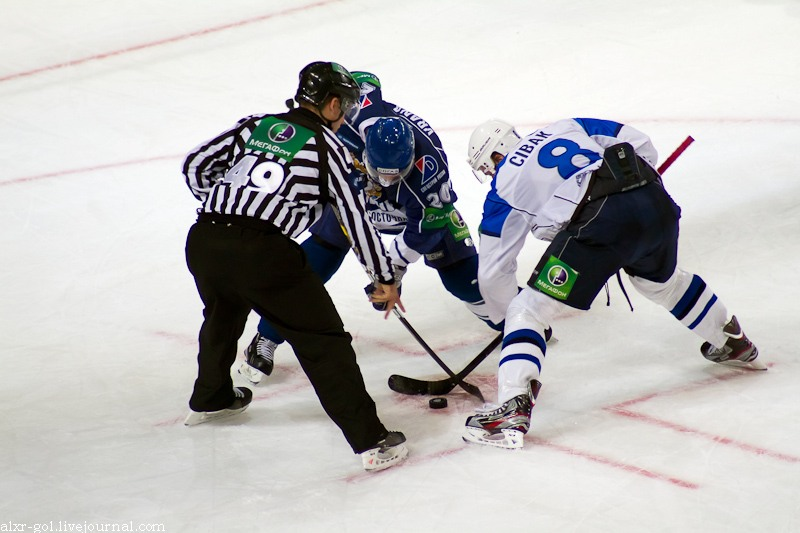
Martin Cibák beim Bully gegen Petr Vrana (Sept. 2011)

Ende September 2010 wurde Cibáks Vertrag mit Spartak aufgelöst und dieser wechselte innerhalb der KHL zu Sewerstal Tscherepowez. Im Mai 2011 wurde er von Neftechimik Nischnekamsk verpflichtet und gehörte dort in den folgenden Spieljahren zu den Leistungsträgern. Zu Beginn der Saison 2013/14 wurde er zudem als Mannschaftskapitän ausgewählt, ehe er im Dezember 2013 an den HK Witjas – im Tausch gegen ein Wahlrecht für den KHL Junior Draft 2014 – abgegeben wurde.
Seit September 2014 steht Cibák beim tschechischen Extraliga-Aufsteiger HC Olomouc unter Vertrag.

### International
Für die Slowakei nahm Cibák im Nachwuchsbereich an der U18-Junioren-Europameisterschaft 1998 und den U20-Junioren-Weltmeisterschaften 1999 und 2000 teil. Des Weiteren stand er im Aufgebot der Slowakei bei der Weltmeisterschaft 2006 und dem World Cup of Hockey 2004.

## Erfolge und Auszeichnungen
- 1999 Bronzemedaille bei der U20-Junioren-Weltmeisterschaft
- 2004 Stanley-Cup-Gewinn mit den Tampa Bay Lightning

## Statistik
(Stand: Ende der Saison 2013/14)